# Осада Картахены де Индиас
Осада Картахе́ны де И́ндиас (англ. Battle of Cartagena de Indias, исп. Sitio de Cartagena de Indias) — осада британскими войсками и флотом испанского города Картахена де Индиас (современная Колумбия) в ходе Войны за ухо Дженкинса в марте — мае 1741 года. Окончилась победой Испании.

## История
К моменту начала осады город представлял собой крупный центр испанской торговли с населением 10 000 человек и был сильно укреплен. Форт Сен-Луи имел 82 пушки и 3 мортиры, около него были сооружены 3 батареи на 8, 15 и 4 орудия; фашинная батарея Барадера была вооружена 15 орудиями и подкреплена дополнительной батареей; форт Сен-Иосиф имел 21 орудие; форты Кастильо-Гранде и Манчинилла — 59 и 12 пушек, а за ними возвышался форт Святого Лазаря с 13 орудиями, доминирующий над городом, но имевший по соседству возвышенность, с которой его могли легко обстрелять. Сам город имел около 300 орудий. Его гарнизон состоял из 1100 испанских солдат, помимо значительного количества негров и индейцев.
Английская экспедиция, посланная на захват города, под командованием адмирала Вернона имела в своем составе 29 линейных кораблей (8 — 80-пушечных, 5 — 70-пушечных, 14 — 60-пушечных и 2 — 50-пушечных), 11 более мелких судов, 9 брандеров и мортирных лодок и сотни транспортов, на которые был посажен корпус войск, численностью 12 тысяч человек, под командованием бригадного генерала Уинтворта.
По прибытии Вернон расположился в бухте Playa Grande, недалеко от Картахены, ограничившись в период с 4 по 9 марта одними рекогносцировками. За это время испанцы установили бон между фортами Сен-Луи и Сен-Иосиф, а за ним лагом ко входу 4 линейных корабля, под командованием дона Блас де Лесо. Проход между фортами Кастильо-Гранде и Манчинилла, посреди которого имелась мель, был заграждён затопленными судами по обе стороны мели. 9 и 10 марта большая часть корпуса Уинтворта была высажена на острове Тиерра-Бомба, в то время как отряд из 10 линейных кораблей обстреливал форт Сен-Луи. На берегу были сооружены батареи, которые были вооружены тяжёлыми судовыми орудиями.
Сразу же после высадки появились разногласия между Верноном и Уитвортом, вызванные взаимными обвинениями в медлительности и плохой поддержке. В войсках из-за болотистого климата и плохого снабжения начались болезни. Вернон имел полные основания торопить Уитворта с началом атаки фортов, прикрывающих вход, так как стоянка у Бока-Чика действительно была очень опасна.

## Осада
19 марта десант с кораблей атаковал с тыла батарею Барадера, заклепал орудия и сжег её постройки. Это сильно облегчило постройку осадных батарей напротив форта Сен-Луи, и 23 марта англичане повели против него атаку одновременно с суши и с моря. Вследствие узости входа только 6 кораблей могли принять действительное участие в атаке. В ночь на 25 марта форт Сен-Луи был взят (взятие форта стоило британской армии 120 убитыми и ранеными, кроме того 250 умерли от жёлтой лихорадки и малярии, и 600 заболело). Корабельный десант под началом капитана Ноульса, высаженных у Барадеры для отвлечения внимания испанцев, видя смятение у противника вследствие падения форта, по собственной инициативе двинулся на шлюпках для захвата бона, где испанцы уже принялись за уничтожение своих кораблей. Ноульсу удалось овладеть одним из кораблей, а также фортом Сен-Иосиф. Теперь английский флот мог войти на рейд. Вернон, полагая, что победа теперь лишь вопрос времени, направил письмо в Англию, где извещал о победе.

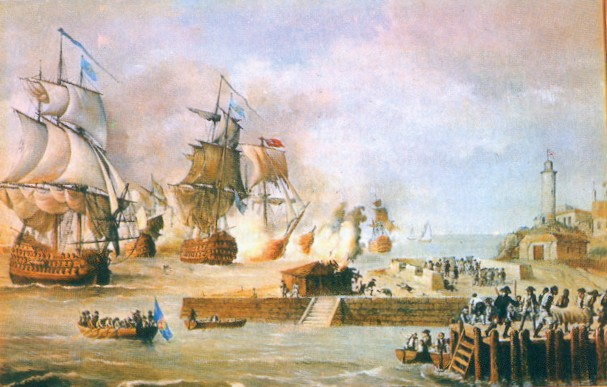
Штурм Картахены

Когда англичане подошли ко входу во внутреннею гавань, испанцы оставили форт Кастильо-Гранде и взорвали форт Манчинилла. Несмотря на значительные потери, британское командование считало, что всё шло прекрасно, но в этот момент снова возникли разногласия между Верноном и Уитвортом. Теперь был прав последний. У него от болезней умерло 500 человек и 1500 были лежачими больными. Происходило это от недостатка хорошей воды и свежей пищи, в чём ему мог помочь Вернон, который на малых судах мог организовать регулярный подвоз воды и организовать ловлю черепах, водившихся в том месте в изобилии, что Вернон и делал, но только для своих команд, отказав в помощи Уитворту и его людям.
5 апреля Вернон перевез на Тиерра-Бомба отряд в 1500 человек для атаки форта на холме Святого Лазаря, а затем туда были перевезены и остальные войска. Военный совет решил, что для атаки форта необходимо соорудить батарею и попросил Вернона выделить один линейный корабль и несколько мелких судов для поддержки операции сухопутных войск. Вернон заявил, что он считает постройку батареи пустой тратой времени, не дал кораблей, считая что Уитворт может обойтись и без них и требовал немедленной атаки. Вследствие этого войска 9 апреля штурмовали форт, но были отбиты с тяжёлыми потерями (600 убитых). 11 апреля военный совет на суше решил, что без поддержки флота и морского десанта здесь ничего сделать нельзя, но Вернон вновь оказался глух к требованиям. Тогда военный совет решил требовать от адмирала посадки войск на суда и возвращения (в сухопутных войсках Уэнтворта из 6500 оставшихся боеспособными были 3200).
14 апреля состоялся общий совет на флагманском корабле, на котором Вернон решительно отказал в десанте и было принято решение о посадке войск на корабли. 15 апреля посадка началась, на берегу осталось всего 3569 человек. Вернон, чувствуя, что ответственность за неудачу лежит на нём, сделал 16 апреля попытку овладеть городом. Для этого он превратил захваченный испанский корабль в плавучую батарею, укрепил борта землей и песком, подвел её как можно ближе к городу и приказал произвести непрерывную бомбардировку в течение 7 часов. Но из этой затеи ничего не вышло. Батарея была так сильно повреждена испанским огнём, что была вынуждена выброситься на мель.

## Итоги

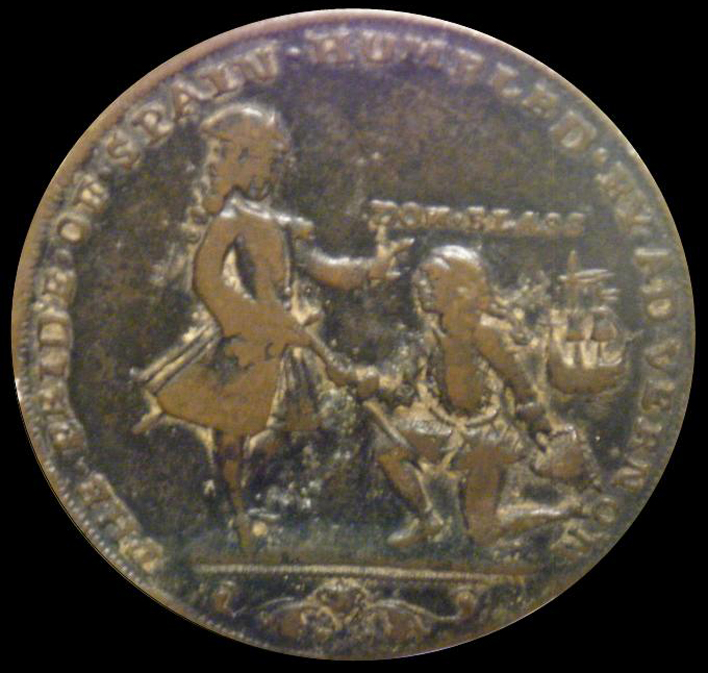
Памятная Британская медаль якобы «победы». Надпись гласит: «Гордость Испании унижена. Вернон». Военно-морской музей в Мадриде

Экспедиция была признана неудавшейся, и Вернон отправился на Ямайку, куда и прибыл 19 мая. Из 3600 американских колонистов, которые вызвались участвовать в экспедиции, привлеченные обещаниями земли и гор золота, большинство умерло от жёлтой лихорадки, дизентерии и голода. Только 300 человек вернулись домой, в том числе руководитель Лоуренс Вашингтон.
В Великобритании заранее отчеканили 11 различных памятных медалей, чтобы отпраздновать эту «победу». В одной из этих медалей адмирал Вернон был изображён глядя на побеждённого испанского адмирала дона Блас де Лесо, который стоял на коленях. Когда новости о поражении британской Армады добрались до Лондона все медали было приказано изъять из обращения, и король Георг II запретил упоминать о поражении.
После окончания осады в Картахене вспыхнули эпидемии малярии, дизентерии и жёлтой лихорадки, унёсшие треть населения, в том числе и Бласа де Лесо.

### Статьи
- James Alexander Robertson. The English Attack on Cartagena in 1741; And Plans for an Attack on Panama (англ.) // The Hispanic American Historical Review. — Duke University Press, 1919. — Vol. 2, iss. 1. — P. 62-71.
- Charles E. Nowell. The Defense of Cartagena (англ.) // The Hispanic American Historical Review. — Duke University Press, 1962. — Vol. 42, iss. 4. — P. 477-501.